# Segona Guerra Civil romana
La Segona Guerra Civil romana va ser un conflicte militar lliurat entre el 49 aC i el 45 aC, protagonitzat per l'enfrontament de Juli Cèsar amb la facció tradicionalista i conservadora del senat liderada militarment per Gneu Pompeu Magne. La guerra va acabar amb la derrota de la facció dels pompeians i l'ascens definitiu de Cèsar al poder absolut com a dictador romà.
Els enemics de Cèsar, influïts per Marc Porci Cató el Jove, van intentar destruir-lo políticament a causa de la seva creixent popularitat entre la plebs i l'augment del seu poder amb les victòries a la guerra de les Gàl·lies. Van intentar arrabassar-li el governa de les Gàl·lies, per jutjar-lo, desencadenant una greu crisi política que va inundar de violència política els carrers de Roma.
L'any 50 aC el senat romà va votar una moció perquè Cèsar abandonés el càrrec de governador. Marc Antoni, amb el poder que li atorgava ser tribú de la plebs, va vetar la proposta i va evitar que es transformés en llei. Després d'aquesta votació es va iniciar una violenta persecució dels cesaristes afavorida per la facció conservadora. Antoni va abandonar Roma davant del perill de ser assassinat. Sense l'oposició d'Antoni, el senat romà va declarar l'estat d'emergència i va concedir a Pompeu poders excepcionals. Cèsar va respondre amb el cèlebre creuament amb les seves tropes del riu Rubicó, en direcció a Itàlia, donant així inici a la guerra civil.
Cèsar va travessar ràpidament Itàlia i va sorprendre els constitucionalistes i Pompeu. Davant de la falta de preparació i de tropes Pompeu va abandonar Roma, dirigint-se a Brundísium al sud d'Itàlia on va embarcar cap a Grècia a fi d'incrementar les seves forces. Cèsar va perseguir Pompeu però no va poder atrapar-lo, com que va reeixir creuar la mar Adriàtica amb el seu exèrcit i desenes de senadors. En menys d'un mes, i a marxes forçades, Cèsar va arribar a Hispània, on va derrotar les legions fidels a Pompeu en la batalla d'Ilerda. Després d'aquesta victòria Cèsar torna a Itàlia i travessa la mar Adriàtica per fer front a Pompeu a Grècia. Després de ser derrotat en la batalla de Dirràquium, Cèsar derrota Pompeu en la batalla de Farsàlia, amb una aclaparadora victòria. Pompeu fuig cap a Egipte on intenta trobar aliats però és assassinat. Posteriorment, Cèsar derrota Cató el Jove a Tapsos, i finalment els fills de Pompeu i Tit Labiè a Hispània, en la Batalla de Munda, cosa que posa fi a la guerra civil i a la facció pompeiana, encara que Sext Pompeu Pius continuaria amb la resistència a Sicília.

## Antecedents

Evolució territorial de l'Imperi Romà

A mitjan segle i aC, després de derrotar la República cartaginesa en les Guerres púniques i la destrucció de la ciutat (146 aC), així com de la conquesta del Regne de Macedònia i de les restes de l'Imperi Selèucida i de la submissió de l'Egipte làgida a regne cleint, Roma era la major potència de l'àrea mediterrània. Tanmateix, la contínua expansió i conquesta, el creixement demogràfic i econòmic i la crisi del model d'Estat van fragmentar la societat romana, cosa que va augmentar enormement la polarització social.
El Senat es va dividir amb l'aparició de dues faccions: els populars, que representaven la facció reformista que es decantava per expandir la ciutadania als nous súbdits de Roma i dotar d'una major democratització les institucions mitjançant l'increment del poder de les assemblees, i els optimats, facció aristocràtica conservadora que desitjava limitar el poder de les assemblees populars i augmentar el poder del Senat. L'any 91 aC va esclatar la Guerra social entre els aliats de Roma i la mateixa República, en un intent d'obtenir majors drets per als italians que no fossin ciutadans romans.
Durant la dècada dels 80 aC, la divisió va arribar al seu apogeu amb les rivalitats, els desacords i l'enfrontament personal entre Gai Màrius i Luci Corneli Sul·la per ostentar el comandament en la guerra contra Mitridates VI Eupàtor del Regne del Pont. Quan Màrius va aconseguir, a través de l'assemblea de la plebs, desposseir Sul·la del comandament (el qual li havia estat atorgat pel Senat), Sul·la va donar un vertader cop d'estat, marxant amb el seu exèrcit cap a Roma.

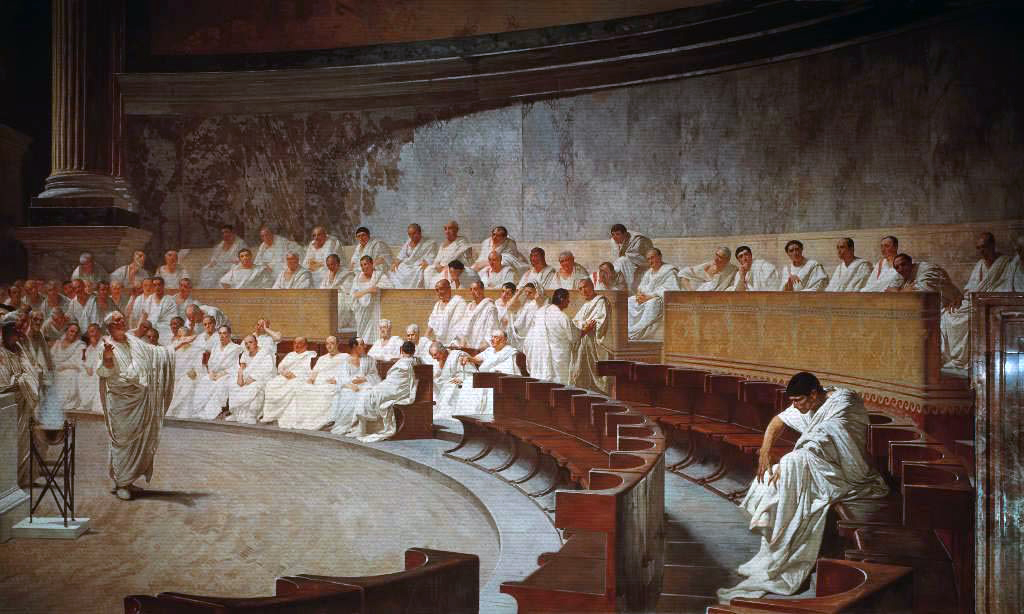
Ciceró ataca el conspirador Catilina en el Senat (fresc del de Cesare Maccari).

Va ser la primera vegada en la història que un ciutadà romà marxava contra Roma al comandament de les seves legions, trencant la legalitat republicana i creant un perillós precedent per a la posteritat. Sul·la va deixar Roma a càrrec d'un cònsol popular i un altre optimat, i va marxar a lliurar la Primera Guerra Mitridàtica. Entretant, Màrius i els seus partidaris populars van retornar i van realitzar una repressió sagnant. Van instaurar un règim autocràtic anticonstitucional que, després de la mort de Màrius, va recaure en la persona de Luci Corneli Cinna.
El 83 aC Sul·la va tornar a Itàlia, va derrotar els populars i es va fer nomenar dictador, duent a terme una purga per acabar amb els populars. Cèsar, nebot de Gai Màrius i gendre de Cinna, es va salvar de ser proscrit a causa de la seva condició de flamen dialis (alt sacerdot de Júpiter) i els llaços familiars de la seva mare, pertanyent a la gens Júlia. Sul·la va voler obligar-lo a divorciar-se de Cornèlia, la filla de Cinna, en va. Revocada la seva condició sacerdotal, Cèsar va partir cap a Orient, on s'havia iniciat una nova guerra contra Mitridates.
Després de la mort de Sul·la, Cèsar va tornar a Roma i va ingressar en el Senat. El 65 aC i el 63 aC van tenir lloc les dues conspiracions de Luci Sergi Catilina, descobertes i frustrades per Ciceró, per les quals Catilina presumptivament pretenia acabar amb la legalitat constitucional i proclamar-se dictador.

## Causes

### El triumvirat
Durant els anys següents, Cèsar va progressar en la seva carrera política: va ser pontífex màxim, edil i, finalment, cònsol (59 aC). El consolat de Cèsar va ser un autèntic terratrèmol polític: va crear les bases per a les grans reformes polítiques, econòmiques i socials que Roma, exhausta, exigia, creant un cos de lleis que seria la base del dret romà i legislant una reforma agrària per donar terres públiques a les famílies més pobres, cosa que li causà l'odi dels optimats, entre els quals Cató el Jove i Marc Bíbul, el seu col·lega consular.
Aquell mateix any Juli Cèsar, Gneu Pompeu i Marc Licini Cras van formar el Primer Triumvirat (60-53 aC), una aliança informal d'ajuda mútua per ocupar els més alts posats de l'estat. Així, després del final del seu consolat, Cèsar va rebre poders proconsulars i el govern de la Gàl·lia Cisalpina i d'Il·líria, províncies poc poblades i pobres. El seu primer any de mandat va haver de fer front a una enorme invasió d'helvecis i a diverses invasions de germànics que pretenien ocupar Itàlia. En una campanya ràpida va exterminar els helvecis i va derrotar els germànics.
Cèsar va estimar que organitzar la província i preparar-se per a la defensa era insuficient, i amb la intenció (o excusa) d'acabar amb les invasions del nord, va emprendre la conquesta de les Gàl·lies. Cèsar va aconseguir innumerables victòries, amb les quals tota Roma es meravellava. Dues vegades van creuar les legions romanes el Rin per castigar els germànics per les seves incursions, i unes altres dues vegades van creuar el Canal de la Mànega, fent incursions a Britànnia. Aquests assoliments van meravellar la plebs, i Roma es va veure inundada de tresors i esclaus capturats en els saqueigs i les guerres del nord. Com a contribució a la literatura universal, Cèsar va redactar un registre de les seves campanyes en la Gàl·lia, els cèlebres Comentaris de les Guerres de la Gàl·lia, instrument també de propaganda política per donar a conèixer al poble les seves conquestes en aquestes terres.

Vercingetòrix rendint-se a Cèsar a Alèsia, Guerra de les Gàl·lies, per Lionel-Noel Royer

Hi hagué senadors que observaven amb temor com Cèsar guanyava popularitat entre la plebs, alhora que acumulava una gran riquesa personal. Els optimats criticaven les seves lleis per dotar de la ciutadania romana a certes ciutats de la Gàl·lia Cisalpina i als seus soldats. Crítics amb la seva actuació, i encapçalaments per Cató el Jove, home fort dels optimats i vell enemic de Cèsar, van menysprear els seus assoliments i el van acusar de cometre crims contra la República, com la continuació de la guerra i que el reclutament de lleves era il·legal.
Amb l'ascens del triumvirat, per garantir els seus interessos i el seu poder, Cèsar va mantenir tranquil·lament el seu comandament sobre la Gàl·lia. Tanmateix, aquesta aliança política es va desintegrar després de la mort de Cras a batalla de Carres durant la guerra contra els parts, i de Júlia, la dona de Pompeu i filla de Cèsar, el matrimoni del qual havia servit com aliança entre tots dos. D'altra banda, els assoliments de Cèsar a la Gàl·lia, a llarg termini, posaven en perill la fama i la influència de Pompeu a Roma.

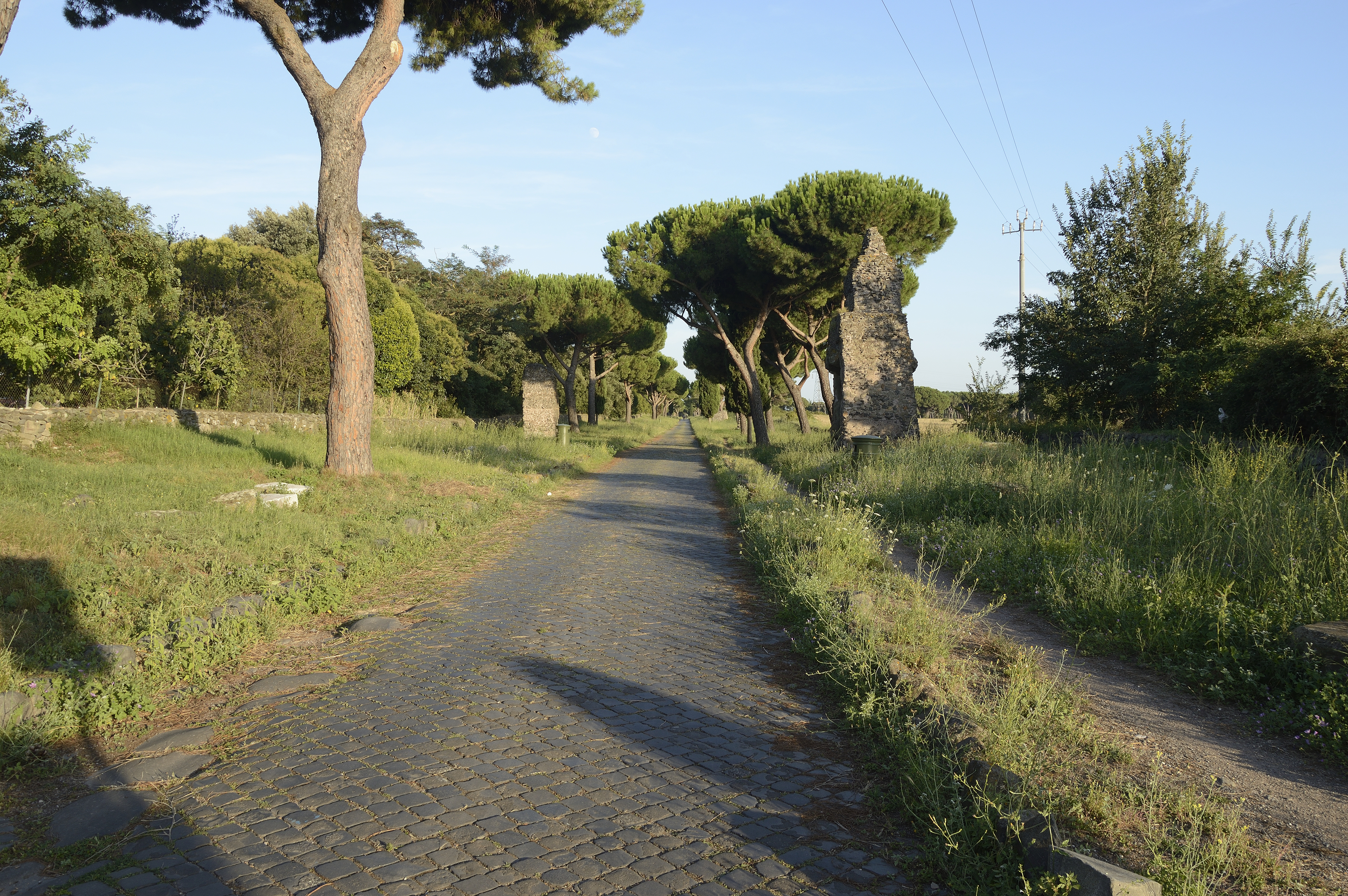
La Via Àpia a 15 km de Roma, el lloc on Clodi i Miló es van trobar cara a cara, produint-se una baralla entre bandes, que acabà amb la mort de Clodi

### Crisi política
Durant el consolat de Domici i Api Claudi el 53 aC, tots dos cònsols van ser acusats de corrupció, per haver manegar les eleccions consulars següents, i els quatre candidats que es van presentar van ser processats. Les eleccions consulars es van posposar 6 mesos. L'escàndol polític va fomentar l'agitació de carrer fins a extrems inusuals que crearen un vertader estat d'anarquia. Els clients de Pompeu van començar a demanar la seva elecció com a dictador, amb el pretext d'acabar amb l'anarquia regnant. Aquestes veus van ser durament criticades pels constitucionalistes i Cató al capdavant, que va donar suport a Miló com a contrapès de Pompeu com a cònsol. Clodi, vell enemic de Miló, se li va oposar frontalment, i va respondre organitzant bandes de carrer per impedir la seva candidatura i aconseguir el poder a Roma. Miló va contrarestar les bandes de carrer de Clodi comprant escoles senceres de gladiadors, cosa que va desencadenar un estat de caos i violència desmesurada, on les bandes organitzades eren les propietàries de Roma, i on les eleccions consulars es van tornar a posposar. El 18 de gener del 52 aC, Clodi i Miló es van trobar cara a cara en la Via Àpia i, després d'una baralla brutal, Clodi va resultar mort. Els disturbis i crims s'apoderarien de Roma, fins al punt que els seguidors de Clodi, enfurismats, van establir la seva pira funerària al mateix edifici senatorial, que seria destruït per l'incendi.
Davant d'aquesta perspectiva, els constitucionalistes/optimats i Cató van recolzar que Pompeu fos nomenat cònsol únic durant un any. Pompeu, amb l'ajuda dels seus legionaris, va escombrar les bandes organitzades i va restablir l'ordre a Roma, i es convertí en l'home fort de la política. Totes les faccions van competir pel seu favor mentre conspiraven per destruir les altres, forçant Pompeu a identificar-se amb la seva causa. Dins del joc que era la política romana, els matrimonis creaven nexes, lleialtats i oportunitats, i Pompeu, durant el seu any com a cònsol únic, va rebre l'oferta de Cèsar de casar-se amb la seva reneboda, Octàvia Menor, però Pompeu la va rebutjar i es va casar amb Cornèlia, filla de Quint Cecili Metel Pius Escipió.
Després de la victòria de Cèsar en el setge d'Alèsia, Marc Celi Rufus, com a tribú de la plebs, va llançar una proposta de llei addicional: Cèsar rebria el privilegi únic de veure's lliure de no acudir a Roma per presentar-se al consolat. Aquesta mesura suposava que els opositors i enemics de Cèsar que pretenien processar-lo pels presumptes crims del seu primer consolat perdrien tota possibilitat de jutjar-lo, atès que Cèsar en cap moment no deixaria d'ostentar una magistratura. Mentre fos procònsol, Cèsar tindria immunitat judicial, però, si es veia obligat a entrar a Roma per presentar-se al consolat, perdria el seu càrrec i, durant un temps, podria ser atacat amb tota una bateria de demandes dels seus enemics.

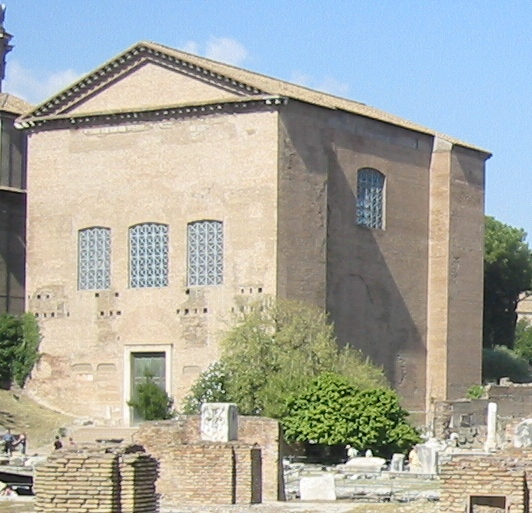
La Cúria Júlia, lloc de reunió del Senat romà, manada edificar per Cèsar durant la seva dictadura, després de la destrucció de la Cúria Hostília, pels seguidors de Clodi.

El poder de Cèsar va ser vist per molts senadors com una amenaça. Si Cèsar tornava a Roma com a cònsol, no tindria problemes per fer aprovar lleis que concedissin terres als seus veterans, i a ell una reserva de tropes que superés o rivalitzés amb les de Pompeu. Cató i els enemics de Cèsar s'hi van oposar frontalment, i el Senat es va veure embolicat en llargues discussions sobre el nombre de legions que hauria d'ostentar i sobre qui hauria de ser el futur governador de la Gàl·lia Cisalpina i Il·líria.
Finalment, Pompeu es va decantar per afavorir els constitucionalistes, i va emetre un veredicte clar: Cèsar havia d'abandonar el seu comandament la primavera següent, faltant encara mesos per a les eleccions al consolat, temps més que suficient per jutjar-lo. Tanmateix, en les següents eleccions per a tribú de la plebs va ser elegit Curió, esdevingut cesarià, que vetà tots els assajos d'apartar Cèsar del seu comandament en les Gàl·lies: jurídicament, tots els intents consulars d'apartar Cèsar de les seves tropes es veien anul·lats per la potestat tribunícia.
Marcel, cònsol el 50 aC, va lliurar una espasa a Pompeu davant de la mirada d'un immens nombre de senadors, encarregant-li il·legalment marxar contra Cèsar i rescatar a la República. Pompeu es va pronunciar a favor d'aquesta mesura si arribés a ser necessària.
A la fi del mateix any, Cèsar va acampar amenaçadorament a Ravenna amb la Legió XIII Gèmina. Pompeu va prendre el comandament de dues legions a Càpua, i va començar a reclutar lleves il·legalment. Com era previsible, els cesarians van aprofitar aquesta provocació a favor seu; Cèsar va ser informat de les accions de Pompeu personalment per Curió, que en aquells moments ja havia finalitzat el seu mandat. Mentrestant, el seu lloc de tribú va ser ocupat per Marc Antoni, que el va ostentar fins al desembre.

## Començament de la guerra
L'1 de gener del 49 aC, Marc Antoni va llegir una carta de Cèsar en el Senat en la qual el procònsol es declarava amic de la pau. Després d'una llarga llista de les seves moltes gestes, va proposar que tant ell com Pompeu renunciessin alhora als seus comandaments. El Senat va ocultar aquest missatge a l'opinió pública.
Metel Escipió va dictar una data per a la qual Cèsar hauria d'haver abandonat el comandament de les seves legions o considerar-se enemic de la República Romana. La moció es va sotmetre immediatament a votació: només dos senadors es van oposar, Curió i Celi Rufus. Marc Antoni, com a tribú, va vetar la proposta per impedir que es convertís en llei.

### El pas del Rubicó
Després del veto de Marc Antoni a la moció que obligava Cèsar a abandonar el seu càrrec de governador de les Gàl·lies, Pompeu va notificar que no es podria garantir la seguretat dels tribuns. Antoni, Celi i Curió es van veure forçats a abandonar Roma disfressats com esclaus, assetjats per les bandes de carrer.
El 7 de gener, el Senat va proclamar l'estat d'emergència, i va concedir a Pompeu poders excepcionals, traslladant immediatament les seves tropes a Roma. El 10 de gener del 49 aC, Cèsar va rebre la notícia de la concessió dels poders excepcionals a Pompeu, i immediatament va ordenar que un petit contingent de tropes travessés la frontera cap al sud i prengués la ciutat més pròxima. Al capvespre, amb la Legió XIII Gèmina, Cèsar va avançar fins al Rubicó, la frontera natural entre la província de la Gàl·lia Cisalpina i Itàlia i, després d'un moment de dubte, va donar als seus legionaris l'ordre d'avançar. La guerra havia començat.
| «            | Alia iacta est | La sort ha estat llançada | » |
| — Juli Cèsar |                |                           |   |

## La guerra a Itàlia

### Persecució de Pompeu
Cèsar va emprendre la seva marxa cap a Roma sense trobar gaire resistència: els seus agents havien estovat Itàlia a base de suborns. L'endemà de travessar el Rubicó es va apoderar per sorpresa d'Arimínium, ciutat en la qual es trobava Marc Antoni. Sense perdre temps, va ordenar a Antoni que amb cinc cohorts travessés els Apenins i prengués la ciutat d'Arrècium, mentre ell amb unes altres 5 cohorts va ocupar en forma successiva Pisàurum, Fànum i Ancona.
El 14, 15 i 16 de gener van arribar a Roma les notícies de les successives ocupacions de les ciutats de la costa adriàtica i d'Arrècium, i arribaren a Roma onades de refugiats que, al seu torn, provocaven que altres onades de refugiats abandonessin Roma. Un ambient de terror es va apoderar de Roma i el seu món polític. La confiança que ostentava Pompeu es va esfondrar en pocs dies, i els senadors que anteriorment van confiar en la seva ràpida victòria sobre Cèsar el van acusar d'haver portat la República al desastre. Davant del ràpid avenç de Cèsar, mancat de les suficients forces i tement la seva popularitat entre la plebs i els pobles itàlics, Pompeu va donar Roma per perduda i va ordenar evacuar el Senat, declarant traïdors a la República tots els magistrats que romanguessin a Roma.
El Senat va començar a considerar l'impensable: constituir-se fora de Roma per primera vegada en la seva història. Ciceró, posteriorment, declararia que aquesta decisió va ser un reflex de debilitat, donant a Cèsar més legitimitat i confiança. Abandonant Roma, el Senat va trair tots els que no podien permetre's de fer l'equipatge i abandonar les seves cases, i el sentiment de pertinença a la República va ser seriosament danyat. Les ancestrals i grans mansions dels nobles, després de ser abandonades, van ser presa de la fúria dels barris baixos. Les províncies van ser distribuïdes legalment entre els líders de la causa constitucional, i el seu poder seria sancionat únicament per la força. La República es va convertir en una abstracció: les eleccions anuals, la vitalitat dels carrers i espais públics de Roma, i tot allò de què es nodria la República havia desaparegut.
Cèsar va esperar uns dies l'arribada d'unes altres quatre legions de la Gàl·lia, i va començar la persecució del Senat. El primer de febrer va marxar sobre Àuximum, on va derrotar a Quintili Var, que reclutava soldats per a Pompeu mentre tractava de concentrar les seves tropes a Brundísium, on noliejava vaixells frenèticament, amb la intenció de sortir d'Itàlia cap a Grècia travessant la mar Adriàtica.
A Corfínium es trobava el nou governador de la Galia Transalpina, Luci Domici Ahenobarb, que odiava per igual a Pompeu i a Cèsar. Va rebre l'encàrrec de marxar cap al sud amb els seus homes, però va desobeir les ordres de Pompeu: va dur a terme l'únic assaig de contenir Cèsar a Itàlia; va decidir tancar-se a la ciutat de Corfínium, situada en un encreuament de camins estratègic. Era la mateixa ciutat que els rebels italians havien convertit en la seua capital quaranta anys enrere.
Els habitants de Corfínium, després de la Guerra Social, havien obtingut la ciutadania romana, però els records d'aquella lluita encara continuaven presents. Per a la major part dels itàlics, la República significava molt poc, i s'identificaven més amb les idees populars, considerant Gai Màrius, oncle de Cèsar, el seu patró. El 13 de febrer de l'any 49 aC, Cèsar va travessar el riu Pescara i va assetjar Corfínium, que es va retre el 19 del mateix mes. Les lleves de principiants de Domici es van plegar ràpidament en sentir l'arribada de Cèsar. Domici va ser portat davant de Cèsar pels seus propis oficials, i va suplicar que el matés, però Cèsar el va deixar lliure. Corfínium no va patir cap dany, i les lleves de principiants van passar a ser part de l'exèrcit controlat per Cèsar. Això, que pot semblar simplement un gest de clemència, va suposar una gran humiliació, un gest polític i una declaració dels seus propòsits: no hi hauria llistes de proscrits ni matances (com havia ocorregut en temps de Sul·la), i els seus enemics serien perdonats solament amb el fet de rendir-se. Això va permetre que la major part dels neutrals se sentissin alleugerits, oferia la imatge de qui servia bé a la seva causa i evitava qualsevol alçament popular contra els cesarians.

### El Setge de Bríndisi
Pompeu, amb la resta de senadors i el seu exèrcit, després d'abandonar Roma, es van dirigir a Brundísium amb la intenció de travessar la mar Adriàtica i endinsar-se a Grècia i a Orient, on Pompeu comptava amb innumerables recursos amb què combatre Cèsar. Cèsar va marxar ràpidament cap a Brundísium, i el 20 de febrer Pompeu va traslladar la meitat del seu exèrcit a l'altre costat de l'Adriàtic sota el comandament dels dos cònsols, a Dirràquium, però l'altra meitat va continuar sota el comandament de Pompeu atrapat a Brundísium i esperant que tornés la flota.
Després de l'arribada de Cèsar de derrotar a Domici Ahenobarb, va ordenar immediatament als seus homes impedir la sortida del port a mar obert amb la construcció d'una escullera. Pompeu va respondre construint torres de tres pisos sobre vaixells mercants, per llançar projectils als enginyers que construïen l'escullera. Durant dies es van succeir les escaramusses, la pluja de projectils, de fustes i els incendis entre els dos bandos.
Amb l'escullera encara sense acabar, la flota pompeiana va tornar a endinsar-se al port. Quan va enfosquir, la flota començà a sortir del port, començant a evacuar Brundísium. Cèsar, alertat pels seus partidaris dins de la ciutat, va ordenar prendre-la a l'assalt, però va ser massa tard: els vaixells van sortir un rere l'altre per l'estret coll d'ampolla que havien deixat obert les obres de setge. La nau de Pompeu va ser la darrera d'abandonar el port.

### Estada a Roma

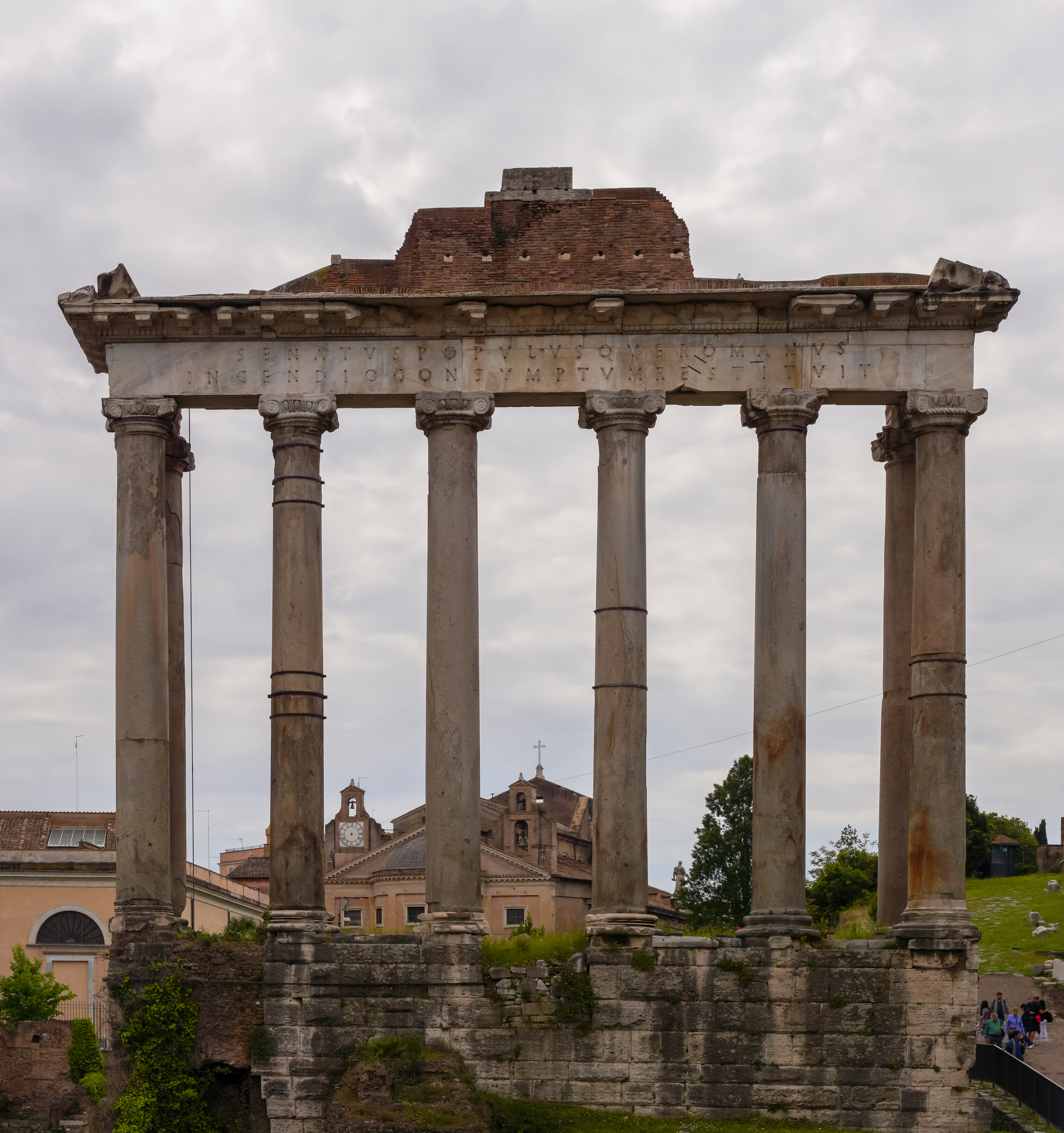
Les restes del Temple de Saturn al Fòrum Romà, on Juli Cèsar, després de conquerir els gals i acabar amb la seva amenaça, es va apropiar del tresor públic, acumulat durant anys per prevenir una invasió gal·la, davant de la impotència del tribú Luci Cecili Metel

Després de la fugida de Pompeu, Cèsar va entrar a Roma el 29 de març, però la ciutat el va acollir fredament. Va designar Marc Antoni com a cap de les seves forces a Itàlia i va convocar els pocs senadors que encara restaven, exigint el dret a quedar-se amb els fons d'emergència de la ciutat, creats per sufragar les despeses davant d'una possible invasió gal·la. Quan els senadors, atemorits, van acceptar, Luci Cecili Metel va vetar la proposta. Llavors, Cèsar va ocupar el fòrum romà amb els seus legionaris, va forçar les portes del Temple de Saturn i es va apoderar del tresor públic. Quan Cecili Metel va provar d'aturar el sacrilegi, Cèsar va amenaçar de destruir-lo, i Metel es va apartar. Cèsar va estar durant dues setmanes a Roma assegurant subministraments i la rereguarda. Després d'ell, va deixar com a pretor a Marc Lèpid, obviant l'autoritat del Senat: fins i tot tractant-se de Lèpid, de sang blava i magistrat electe, continuava sent un nomenament inconstitucional.
A l'abril va ordenar a les antigues tropes de Domici envair Sicília i Sardenya per protegir les rutes i subministraments de blat. Cèsar, per la seva part, va emprendre la seva marxa cap a Hispània, on hi havia legions pompeianes actives. La llarga estada de Pompeu a Hispània durant les seves campanyes va propiciar que la província fos plena de clients i oficials fidels a la seva causa.

### Operacions menors
Curió va desembarcar amb èxit a Útica al comandament de dues legions per prendre la província, que romania sota autoritat conservadora establerta per Publi Ati Var. Les tropes de Curió eren les lleves reclutades originalment per Luci Domici Ahenobarb per defensar Corfínium. Després d'una victòria inicial de Curió en una escaramussa a prop d'Útica, el seu exèrcit va ser aniquilat el 24 d'agost en la Batalla del riu Bàgradas per les forces combinades de Juba I i Publi Ati Var. Curió va resultar mort en combat.

## Guerra a Hispània
Els exèrcits pompeians estaven controlats pels llegats Luci Afrani, Marc Petrei -el vencedor sobre Catilina- i Marc Terenci Varró. Cèsar, per la seva part, va concentrar nou de les seves legions i més de sis mil genets a les proximitats de Massília.

### Setge de Massília
La ciutat de Massília, en plena ruta de passada, era controlada per Luci Domici Ahenobarb, procònsol de la Gàl·lia, que, després d'haver estat perdonat per Cèsar, va reclutar un nou exèrcit i, per segona vegada, va tancar les portes d'una ciutat a l'arribada de Cèsar. Cèsar va ordenar assetjar la ciutat als seus llegats Gai Treboni i Dècim Juni Brut Albí. Immediatament, i sense perdre temps, es va dirigir amb la resta de les tropes a la Hispània Citerior per reforçar les tres legions que havia enviat allà anticipadament.

### Batalla d'Ilerda
Les tres legions enviades per Cèsar a l'avantguarda van contenir les tropes pompeianes dins d'Hispània i van mantenir el control dels principals passos dels Pirineus. Amb l'arribada de Cèsar i els reforços, l'exèrcit cesarià es va endinsar a Hispània i a mitjans de març va acampar a prop d'Ilerda, davant de les forces pompeianes, a fi de forçar la batalla.
L'enfrontament es va lliurar a l'estiu de l'any 49 aC; primer a Ilerda, l'actual Lleida, i després més al sud. Les tropes cesarianes van aconseguir la victòria total sobre els pompeians el 2 d'agost del mateix any; Massília, finalment, es va rendir el 25 del mateix mes.

### Tornada a Roma
A Massília, Cèsar va rebre la notícia que havia estat nomenat dictador (càrrec que només ocuparia durant onze dies), motiu pel qual va partir a Roma. Allà va dictar una sèrie de lleis, entre les quals la de la situació entre deutors i creditors; va cridar a diversos exiliats i va garantir la plena ciutadania romana a tots els habitants nascuts lliures a la Gàl·lia Cisalpina. A continuació, es va dirigir a Brundísium.

## Guerra a Grècia
Cèsar va concentrar el seu exèrcit a Brundísium amb la intenció de salpar cap a Grècia per enfrontar-se a Pompeu. En total, el seu exèrcit estava format per dotze legions i mil genets, segons Apià. Tanmateix, moltes de les legions no reunien el nombre d'efectius pràctics, malparades per les seves recents campanyes en la Gàl·lia, Hispània i Massília.
Anteriorment, Cèsar havia ordenat la construcció de nombrosos navilis. Malgrat no estar tots acabats i del mal temps hivernal, va embarcar tots els homes possibles, en total set legions i cinc-cents genets; salpà el 4 de gener del 48 aC. Marc Antoni i Aulus Gabini van romandre a Brundísium, i van ajuntar amb la resta de tropes subministraments en espera de la tornada de la flota.
L'armada pompeiana comandada per Marc Bíbul ostentava la superioritat naval, amb prop de tres-centes naus repartides pel sud de la mar Adriàtica que vigilaven els llocs d'un possible desembarcament enemic. Cèsar, no obstant això, va aconseguir desembarcar un dia després de salpar, en una platja lluny de les grans ciutats de la regió, a cent-cinquanta quilòmetres al sud de Dirràquium (a prop de Palasë); així evità ser descobert i interceptat: segons Cassi Dió, tenia por que els ports estiguessin guarnits per les flotes rivals. Marc Bíbul va ser sorprès per la inesperada desembarcada en ple hivern, i a partir d'aquell moment va posar tota la seva obstinació perquè cap navili cesarià no travessés l'Adriàtic.
Cèsar va emprendre la captura de les zones costaneres, assegurant-se ports navals on pogués preparar l'arribada de les legions d'Itàlia. L'esquadra pompeiana, advertida dels moviments, es va fer a la mar, interceptant en la seva tornada la flota cesariana i capturant trenta transports. Cèsar, mentrestant, es va dirigir al nord, prenent Òricum i Apol·lònia, i emprenguent la marxa cap a Dirràquium. La notícia del desembarcament de Cèsar va sorprendre Pompeu camí de Macedònia, on tenia pensat reclutar tropes. Es va dirigir a Dirràquium a marxes forçades molt poc abans d'arribar Cèsar; tot seguit, va armar el seu campament a la vora nord del riu Seman (a l'actual Kuči), davant del de Cèsar, que era a la riba sud.
La flota pompeiana dirigida per Bíbul va començar un blocatge ferm sobre les posicions cesarianes, que impedia l'arribada de reforços. Mentrestant, les esquadres pompeianes de la Il·líria i Acaia, liderats per Marc Octavi i Escriboni Libó, amb ajuda dels dàlmates, van assetjar Salona, capital de la província d'Il·líria, governada per Cèsar. Els defensors van rebutjar el lloc en un atac sorpresa obligant els pompeians a reembarcar i fugir. Marc Octavi va renunciar a prendre Salona i es va unir al costat de les seves forces a Pompeu, que era acampat a Dirràquium.
Després de la mort de Marc Bíbul per causes naturals, Escriboni Libó va restar al capdavant de l'esquadra pompeiana i inicià el blocatge del port de Brundísium, apostat en una illa a l'entrada del port, cosa que va impossibilitar a Marc Antoni de reunir-se amb Cèsar. Marc Antoni, sabedor de la necessitat d'aigua de les forces d'Escriboni, va manar custodiar totes les fonts de l'entorn, la qual cosa va obligar Escriboni a aixecar el blocatge i retirar-se a les costes de l'Epir.
Arribat el bon temps, les condicions de la mar van millorar i Antoni es va disposar a satisfer les contínues demandes de Cèsar de travessar l'Adriàtic i rebre reforços: es féu a la mar a final de febrer. L'endemà de la partida, la flota va ser albirada per Cèsar i Pompeu, apostats a prop de Dirràquium, separats pel riu Apsos, però un fort vent del sud-oest va empènyer inevitablement la flota al nord. Antoni va desembarcar finalment amb quatre legions i cinc-cents genets i va prendre Lissus. Pompeu, pel seu informe, assabentat de la localització dels reforços de Cèsar, emprengué la seva marxa cap al nord amb la intenció de derrotar separadament els seus enemics, prenent un avantatge preuat sobre les forces de Cèsar. Alertat de les intencions de Pompeu, Cèsar va reaccionar desplaçant-se cap al nord-est, cercant de reunir-se amb els seus reforços esperats. Marc Antoni, al contrari, va anar cap al sud amb celeritat, sense adonar-se de la situació. Tanmateix, Cèsar va aconseguir fer arribar a Antoni un missatge advertint-lo de les intencions de Pompeu, gràcies al qual Marc Antoni va prendre la decisió d'acampar durant un dia, cosa que donà temps a Cèsar per avançar la seva posició. Pompeu, que temia ser envoltat pels dos exèrcits cesarians (en conjunt el superaven en nombre), va fer mitja volta i va tornar a Dirràquium. Les forces de Cèsar i Marc Antoni s'aconseguiren reunir.
Pompeu, doncs, no aconseguí d'impedir la unió de les forces enemigues, i es va atrinxerar amb la intenció de forçar una guerra de desgast. Cèsar va decidir ampliar la seva zona d'operacions i, a tal fi, va enviar Domici Calví amb dues legions i cinc-cents genets a Macedònia per enfrontar-se a Metel Escipió, que avançava de Tessalonica per reunir-se amb Pompeu. Pocs dies després de la partida d'aquests destacaments, Pompeu, al capdavant d'una flota de naus egípcies que venien del sud, va capturar la flota cesariana a la base naval d'Òricum i va continuar fins a la base on Marc Antoni havia deixat els transports, i els va incendiar. D'aquesta manera, els cesarians van veure destruïda tota la seva flota a Grècia, i romangueren sense cap vaixell per comunicar-se amb Itàlia.

### Batalla de Dirràquium
Cèsar, davant d'aquesta situació, va decidir donar la batalla avant del seu adversari. Va descendir fins a Asparàgium, i va disposar el seu exèrcit en ordre de batalla davant el campament de Pompeu, qui va refusar el combat. Llavors, Cèsar es va dirigir cap a Dirràquium per isolar a Pompeu de la seva base amb la construcció d'un cèrcol al campament enemic. La matinada del 10 de juliol, Pompeu va atacar les posicions de Cèsar i el va derrotar. El dia 11 al matí, Cèsar va arribar al seu antic campament d'Asparàgium i el 14 de juliol va arribar a Apol·lònia.

### Batalla de Farsàlia
Després de Dirràquium, Cèsar va fugir cap al sud, allunyant-se de Pompeu després de perdre la iniciativa i veure's obligat a moure's seguint un camí que li permetés de proveir-se, car es trobava en una situació de total isolament, sense flota i sense provisions. Segons Cassi Dió, Pompeu no celebrava l'haver derrotat militarment les legions de Cèsar, sinó l'haver evitat vessar sang romana, per la qual cosa el seu pla era assetjar-lo i obligar-lo a rendir-se per la falta de queviures.
Pompeu va decidir marxar contra Domici a Macedònia, després de considerar poc probable atrapar Cèsar. Domici, per la seva part, va rebre la notícia de la retirada de Dirràquium i les intencions de Pompeu amb unes quantes hores d'antelació, temps suficient per emprendre la fugida direcció a Tessàlia i unir-se a l'exèrcit de Cèsar. Pompeu, que va veure frustrades les seves esperances, va decidir marxar cap a Larisa on acampava Escipió, unint les seves forces per a reunir un exèrcit superior en nombre al dels cesarians.
Cèsar va aturar el seu exèrcit a Farsàlia entre els dies 4 i 5 d'agost del 48 aC, anhelant presentar batalla més que mai, amb la sola possibilitat de lluitar: en el cas de marxar cap al sud a cercar provisions, seria assetjat per la cavalleria pompeiana, més nombrosa i que impedia la tasca dels farratjadors.
Per la seva part, l'exèrcit pompeià estava dividit en dues grans faccions, constituïdes pels seguidors i clients de Pompeu i els dels optimats, els republicans més conservadors, que es recolzaven en les legions conduïdes per Metel Escipió i tenien per capitost Cató, qui havia estat apostat a Dirràquium amb quinze cohorts. És possible que Pompeu no desitgés entaular la batalla de Farsàlia, confiant en la dilatació i la precària situació de Cèsar. Tanmateix, les crítiques dels seus aliats i dels seus generals, embolicats en picabaralles polítiques, el van portar a presentar batalla. Segons Florus els seus soldats li censuraven la inactivitat, i Plutarc assenyala que fins i tot es conspirava directament contra ell. En aquest cas, Pompeu no va ser capaç d'imposar la seva voluntat, i fou burlat per Tit Labiè i Luci Afrani.
Els dos exèrcits es van enfrontar el 9 d'agost de 48 aC. Començaren l'atac els cesarians, mentre que l'exèrcit pompeià va mantenir una estratègia defensiva, confiant en la seva superioritat numèrica. La cavalleria pompeiana va carregar contra la cesariana i l'encalçà, però va caure en un estratagema preparat: diverses cohorts de legionaris van fer costat a la cavalleria cesariana, dispersant la cavalleria pompeiana liderada per Labiè. Després d'observar la seva fugida, Pompeu abandona el camp de batalla, cosa que va influir en la moral del seu exèrcit: quan la cavalleria cesariana l'envoltà pel flanc, va córrer el pànic, les tropes es dispersaren i fugiren cap al campament pompeià. Cèsar reagrupà les seves tropes i va liderar l'assalt final al campament pompeià defensat per tracis i altres irregulars; després de superar l'estacada, el campament va caure ràpidament. Un mínim de quatre legions pompeianes van aconseguir fugir i prendre un turó, però després de ser envoltats pels seus enemics i assetjats mitjançant una estacada, sense aigua i sense vitualles, es van rendir incondicionalment.
| «                | Això és el que han volgut, i en aquest extrem m'han portat; doncs, si jo, Gai Juli Cèsar, després d'haver acabat gloriosament les majors guerres, hagués llicenciat l'exèrcit, sens dubte m'haurien condemnat. | » |
| — Gai Juli Cèsar | |   |

## Guerra a Orient
Després de la seva derrota a la batalla de Farsàlia, Pompeu va fugir cap a la costa de la mar Egea, amagant-se dels caça-recompenses que li trepitjaven els talons; allà va noliejar un vaixell per navegar fins a Mitilene, on era la seva dona Cornèlia. Van partir plegats cap a Egipte amb una petita flota, amb la intenció de demanar ajuda a Ptolemeu XIII Filopàtor, el jove faraó d'Egipte de tan sols dotze anys. Un mes després de Farsàlia, Pompeu va arribar a les costes d'Egipte i va enviar emissaris al rei i, després d'uns dies esperant ancorat davant els bancs de sorra, el 28 de setembre del 48 aC, una petita barca es va acostar fins als navilis romans i convidà Pompeu a pujar a bord. A l'altra vora esperava Ptolemeu, per la qual cosa, després d'acomiadar-se de la seva dona, Pompeu va ser conduït fins a la vora. Mentre avançava, va tractar d'entaular conversa amb la gent de la barca, però no va obtenir resposta; va prendre terra i un mercenari romà, l'excenturió Àquila, va desembeinar l'espasa i va travessar Pompeu, que tot seguit va ser apunyalat repetides vegades. Cornèlia i la resta dels tripulants de la petita flota van observar, impotents, els esdeveniments. El cadàver de Pompeu va ser decapitat, i el seu cos abandonat a la platja va ser rescatat i incinerat per un veterà de les primeres campanyes de Pompeu junt amb un dels lliberts del general.

### Cèsar a Egipte

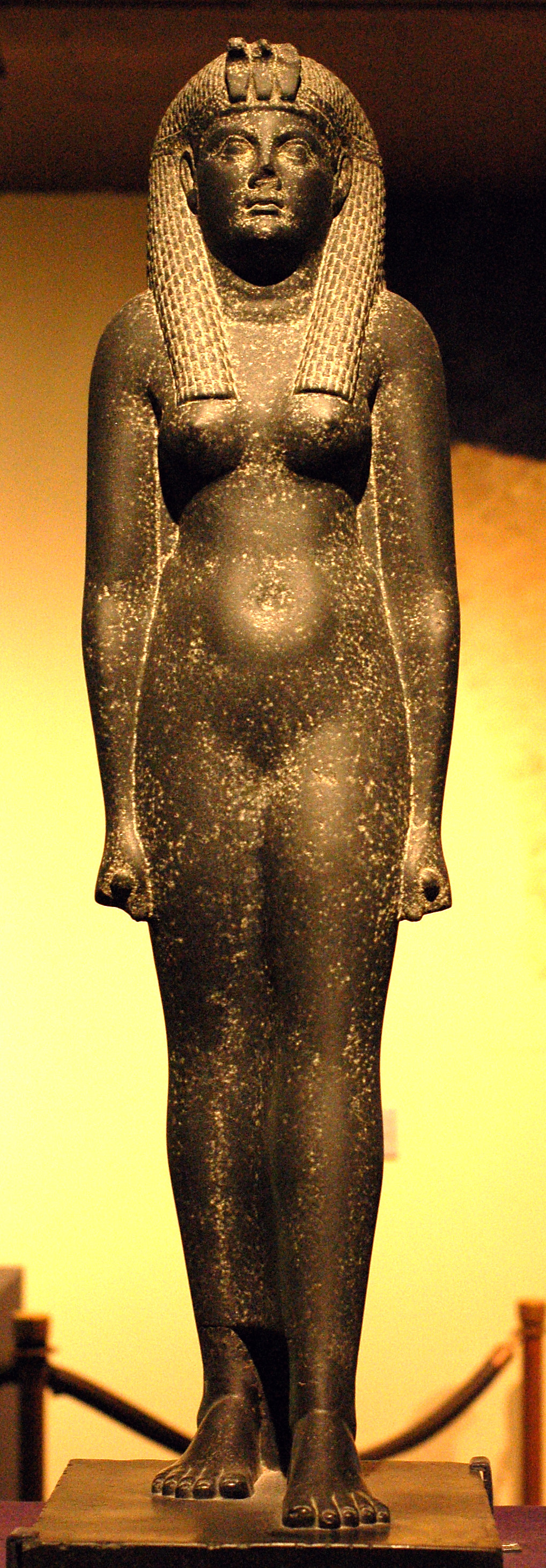
Estàtua de Cleopatra.

El 47 aC, Cèsar es va dirigir a Egipte a la recerca de Pompeu amb tot just quatre mil soldats. Allà el va sorprendre l'ofrena de benvinguda que li va presentar el primer ministre de Ptolemeu XIII Filopàtor, l'eunuc Potí: el cap de Pompeu. Egipte es trobava en guerra civil, i els consellers del rei van creure erròniament que Cèsar estaria agraït i recolzaria a Ptolemeu contra la seva germana Cleòpatra. En saber de la seva sort, Cèsar va esclatar en llàgrimes, tant per la mort d'un cònsol romà, el seu antic amic i gendre, com per haver perdut l'oportunitat d'oferir-li el seu perdó.
Els romans van restar atrapats a Alexandria per uns vents desfavorables, i Cèsar va començar a posar ordre en els assumptes d'Egipte, fent i desfent al seu antull. Es va instal·lar junt amb les seves tropes al palau reial, un complex d'edificis fortificats que ocupava gairebé una quarta part de la ciutat d'Alexandria. D'aquest bastió va començar a exigir exorbitants quantitats de diners, i va anunciar que gentilment dirimiria la guerra civil entre Ptolemeu i la seva germana. Va donar l'ordre de llicenciar els dos exèrcits en guerra, i que els dos germans es reunissin amb ell a Alexandria. Ptolemeu XIII Filopàtor no va llicenciar cap soldat, però va ser convençut per Potí d'acudir a la cita de Cèsar. Mentrestant, Cleòpatra, que tenia blocades les rutes a la capital, va quedar isolada darrere les línies de Ptolemeu.

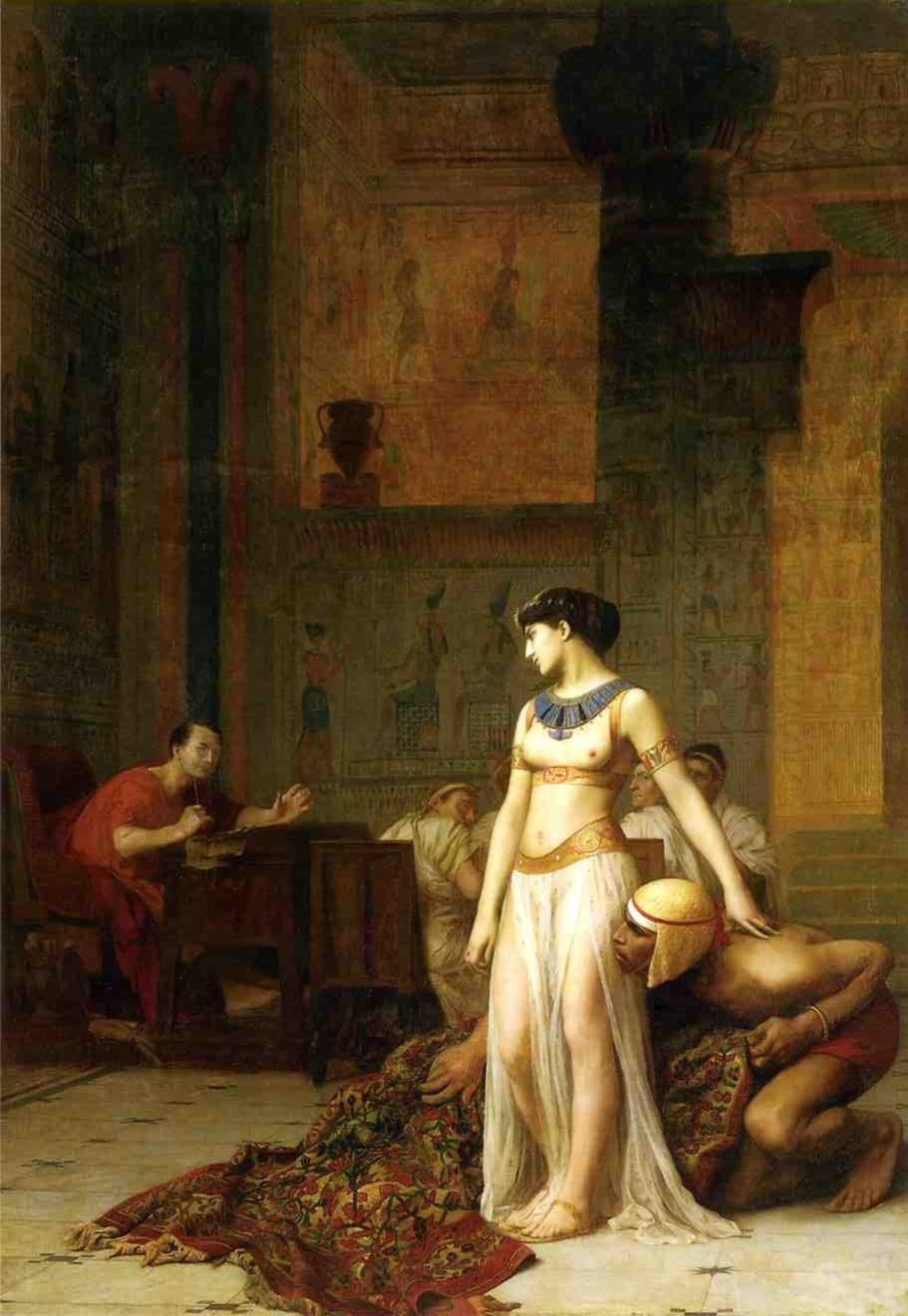
Presentació de Cleòpatra a Cèsar, per Jean-Léon Gérôme

Una tarda, a la posta del sol, un petit mercant va atracar a l'amarrador de palau. Un solitari mercader sicilià va portar una catifa fins a la presència de Cèsar, la va desenrotllar i va aparèixer, de manera inesperada i espectacular, la mateixa Cleòpatra, que va seduir Cèsar amb inusitada rapidesa.
Ptolemeu, després d'assabentar-se de la nova conquesta de la seva germana, i després de tenir una tremenda rebequeria, va marxar pels carrers d'Alexandria i va demanar als seus súbdits que acudissin a defensar-lo a ell i a Egipte. Les prepotents exigències de diners de Cèsar no el van fer especialment apreciat, per la qual cosa, quan Ptolemeu va demanar als alexandrins que ataquessin els romans, la massa s'hi va llançar amb entusiasme. Els romans es van veure assetjats en el complex palatí, i Cèsar es va veure obligat a reconèixer Ptolemeu com a monarca conjunt amb Cleòpatra i a tornar l'illa de Xipre a Egipte. Tanmateix, la situació va empitjorar quan als busca-raons se'ls va unir l'exèrcit de Ptolemeu de 20.000 homes, començant una vertadera batalla pel control d'Egipte. Durant els cinc mesos següents, Cèsar va aconseguir resistir a palau i aconseguir el control del port, després de cremar la flota egípcia i, accidentalment, la Biblioteca d'Alexandria, però fallí en l'intent de controlar el Gran Far. Va fer executar l'eunuc Potí i va deixar embarassada Cleòpatra.
El març del 47 aC van arribar els reforços romans a Alexandria que van fer que Ptolemeu XIII Filopàtor fugís d'Alexandria, presa del pànic. Amb la seva armadura d'or, es va ofegar al Nil, deixant Cleòpatra sense rival al tron.

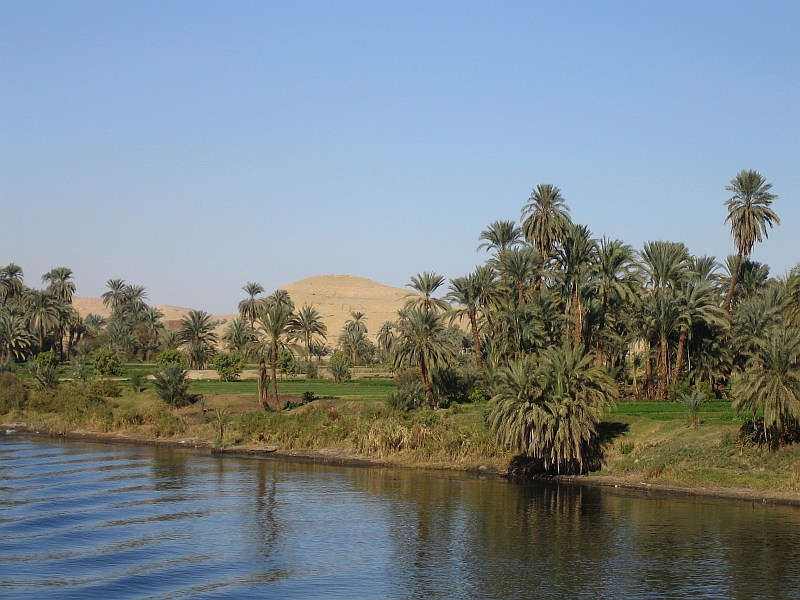
Les piràmides vistes del Nil

Una vegada restaurades les línies de comunicació, els seus agents el van informar de les noves amenaces sorgides durant la seva estada a Alexandria. Fàrnaces II, fill de Mitridates VI Eupàtor, havia envaït el Pont, i a l'Àfrica Metel Escipió i Cató reclutaven un poderós exèrcit. A Roma, el govern de Marc Antoni creava recels.
Mentre emergien i creixien nous enemics de Cèsar, Cèsar va romandre amb la seva amant encara dos mesos més a Egipte. A final de la primavera del 47 aC, la feliç parella es va embarcar en un creuer pel Nil. Es deia que, si els seus homes no s'haguessin queixat, haurien navegat fins a la mateixa Etiòpia. Molts contemporanis estaven desorientats: el conquistador de les Gàl·lies, i l'home de la insaciable ambició que havia començat la guerra civil, malgastava tot l'avantatge obtingut en la batalla de Farsàlia amb la seva amant.

### Guerra contra Fàrnaces
Fàrnaces II, rei del bòsfor i fill de Mitridates VI, va aprofitar els problemes interns de Roma per expandir els seus dominis: va envair la Còlquida i part d'Armènia.
El rei armeni Deiòtar, vassall de Roma, va demanar ajuda al lloctinent cesarià de la província d'Àsia, Domici Calví. Fàrnaces es va enfrontar ràpidament amb les forces romanes provincials, i obtingué la victòria. Confiat per la seva victòria, va envair l'antic regne del seu pare, el Pont i part de Capadòcia.
Cèsar va tenir notícies dels fets a Egipte i va emprendre la marxa cap al Pont per enfrontar-se a Fàrnaces. La batalla entre les tropes romanes i les de Fàrnaces va tenir lloc al nord de Capadòcia, a prop de la ciutat de Zela. L'enfrontament va derivar amb celeritat en una victòria romana, que anihilà completament les forces enemigues. Fàrnaces va fugir cap al Bòsfor amb una petita secció de les seves tropes de cavalleria. Sense cap poder, va ser assassinat per un antic rival al tron del Bòsfor.
Cèsar va immortalitzar aquesta batalla, utilitzant-la com a arma propagandística contra els antics mèrits militars de Pompeu a Orient, encara presents en la mentalitat col·lectiva romana, amb la cèlebre frase:
| «                | Veni, vidi, vici | Vaig venir, vaig veure, vaig vèncer | » |
| — Gai Juli Cèsar |                  |                                     |   |

## Àfrica
L'estada de Cèsar a Egipte i la seva posterior marxa cap al Pont va donar temps a Metel Escipió i a Cató per poder formar un nou exèrcit a la província d'Àfrica. Van aconseguir reunir un exèrcit de deu legions, al voltant de 50.000 homes. Comptaven, a més, amb el suport de l'exèrcit del rei Juba I de Numídia, que incloïa seixanta elefants de guerra i inicialment uns 30.000 homes.
Després d'una visita curta a Roma, Cèsar va desembarcar a Hadrumet el 28 de desembre de 47 aC. Les dues faccions es van embolicar en petites escaramusses, mentre Cèsar posposava l'enfrontament directe perquè esperava reforços. A instàncies de Cèsar, Boccus II, rei de Mauritània, va atacar Numídia per l'oest, prenent la seva capital Cirta, i obligant Juba a marxar a l'oest amb el seu exèrcit.

### Batalla de Tapsos
El febrer del 46 aC, després de rebre els reforços i la suma de dues legions de desertors constitucionalistes, Cèsar va assetjar la ciutat de Tapsos. Els constitucionalistes van plantar batalla davant de les muralles de Tapsos, però sortiren derrotats en un enfrontament que va degenerar en una carnisseria. Cató, quan va conèixer la derrota, es va suïcidar a Útica.
Després de la victòria, Cèsar va reprendre el setge de Tapsos, que es prolongà fins al juliol, amb la presa de la ciutat, la pacificació de la província i la incorporació de Numidia com a província romana. Mentrestant, Tit Labiè, Genu Pompeu el Jove i Sext Pompeu van escapar a Hispània.
Cató va personificar el robust esperit de la llibertat romana, essent mecenes dels ideals que van sostenir la lluita contra Cèsar. Davant la possibilitat de ser perdonat per Cèsar, va eternitzar la seva lluita suïcidant-se. El seu suïcidi, una exemplificació de sang, honor i llibertat, va perllongar la seva gran influència en la consciència col·lectiva romana.
| «                | Igual que tu m'envejaves la possibilitat de perdonar-te, Cató, jo t'envejo aquesta mort. | » |
| — Gai Juli Cèsar |                                                                                          |   |

### Triomfs a Roma

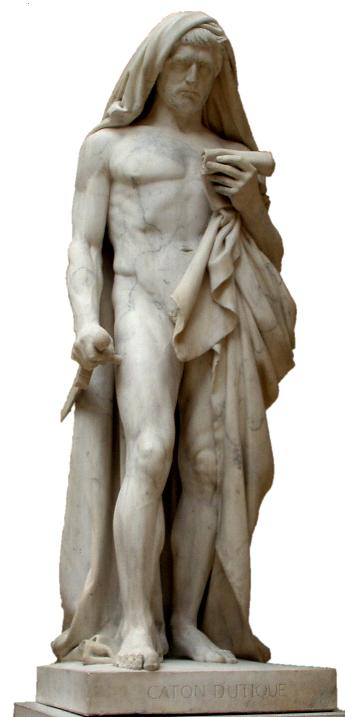
Estàtua de Cató

Cèsar va tornar a Roma a final de juliol del 46 aC. La victòria total cesariana va dotar Cèsar d'un poder enorme i el Senat, estupefacte i intimidat, es va afanyar a legitimar la seva victòria nomenant-lo dictador per tercera vegada a la primavera del 46 aC, per un termini sense precedents de deu anys.
| «                    | Som els seus esclaus, però ell és esclau de la seva època. | » |
| — Marc Tul·li Ciceró |                                                            |   |

Va encunyar la seva legitimitat i el desprestigi dels seus enemics en un gran acte propagandístic. El setembre va celebrar els seus triomfs, orquestrant quatre desfilades triomfals consecutives: gals, egipcis, asiàtics i africans van desfilar encadenats davant la multitud mentre girafes, carros de guerra britans i batalles en llacs artificials deixaven bocabadats els seus conciutadans. La guerra entre romans va ser emmascarada com a victòries contra estrangers, i les celebracions no van tenir precedents en les seves dimensions i durada.
Durant les celebracions va ser executat Vercingetòrix. La desfilada triomfal contra Fàrnaces II va comptar amb una carrossa que portava l'eslògan Vaig venir, vaig veure, vaig vèncer i arrossegava el fantasma de Pompeu. Un dia després, en la desfilada per la victòria de l'Àfrica, una carrossa va representar el suïcidi de Cató, ridiculitzant-lo, i Cèsar ho va justificar al·legant que Cató i els seus enemics eren col·laboracionistes dels bàrbars. Molts de ciutadans que van observar la desfilada van esclatar en llàgrimes: la influència de Cató anava més enllà de l'abast del poder de Cèsar.
A l'hivern de l'any 46 aC, va esclatar una nova rebel·lió a Hispània, liderada pels fills de Pompeu.

## Rebel·lió a Hispània
Després de les derrota de Tapsosm els conservadors republicans Gneu Pompeu el Jove, Sext Pompeu i Tit Labiè van fugir a Hispània amb les restes del seu exèrcit. Després de la seva arribada a Hispània, dues legions de la Hispània Ulterior, formades en gran part per veterans de Pompeu derrotats a Ilerda, es van revoltar i van expel·lir els llegats de Cèsar, jurant fidelitat a Pompeu.
Usant l'antiga influència del seu pare i els recursos de la província, els germans Pompeu i Tit Labiè van aconseguir reunir un nou exèrcit de tretze legions compostes per les restes de l'exèrcit constituït a l'Àfrica, les dues legions de veterans, una legió de ciutadans romans d'Hispània, i l'allistament de la població local. A la fi de l'any 46 aC van prendre el control de gairebé tota la Hispània Ulterior, incloses les colònies romanes d'Itàlica i de Còrduba, la capital de la província.
Els llegats de Cèsar, Quint Fabi Màxim i Cinquè Pedi, van rebutjar l'enfrontament directe amb l'exèrcit conservador i van acampar a cinquanta quilòmetres a l'est de Còrduba, a l'actual Porcuna, sol·licitant ajuda de Cèsar.
Cèsar va arribar a Hispània el desembre, i va aixecar el setge a la plaça forta d'Ilipa, ciutat que li havia estat lleial i que era assetjada per Gneu Pompeu. Els conservadors van evitar una batalla oberta refugiant-se rere les muralles de Còrduba, defensada per Sext Pompeu, i així obligaren Cèsar a passar l'hivern a Hispània. Per proveir les seves necessitats de proveïment, Cèsar va prendre i va saquejar la ciutat d'Atègua, la qual cosa va incitar molts nadius hispans a abandonar Cèsar i unir-se als conservadors.
El 7 de març de 45 aC va tenir lloc una escaramussa a prop de Soricària, de la qual sortiren vencedors els cesarians. Després d'aquesta derrota, davant del temor de desercions i l'inici de la primavera, Gneu Pompeu va mobilitzar el seu exèrcit i va presentar batalla a Cèsar.

### Batalla de Munda
Els dos exèrcits es van reunir a les planes de Munda, a prop d'Osuna, en la Hispània Ulterior. Els conservadors es van situar en un turó fàcilment defensable. Començada la batalla, va transcórrer llarg temps sense debatre's a favor de cap bàndol, però finalment les tropes conservadores van interpretar erròniament que Tit Labiè fugia i van trencar les línies cercant refugi a la ciutat de Munda. Tit Labiè va morir en el camp de batalla.
L'armada cesariana, manada per Gai Didi, va enfonsar la major part dels navilis pompeians en una batalla naval a prop de Cartago Nova, comandats per Publi Ati Var, cosa que avortà qualsevol intent de fugida per mar, i Gneu Pompeu el Jove i el seu germà Sext van cercar refugi per terra a Còrduba. Cèsar va deixar el seu llegat Quint Fabi Màxim el comandament del setge de Munda i va començar la persecució dels fills de Pompeu. Va capturar Còrduba, on s'ocultava Gneu Pompeu, i matà tots els defensors com a correctiu per ocultar el seu enemic. El seu germà, Sext Pompeu, va aconseguir escapar.
La ciutat de Munda va sostenir durant un temps el setge, però després d'un intent fallit de trencar el lloc, catorze mil homes es van lliurar a Gai Didi. Va ser el darrer acte de resistència a Cèsar.

## Conseqüències

### Legislació juliana
Després de la seva victòria final a Hispània, i abans de tornar a Roma, Cèsar va recórrer les províncies occidentals i dotà moltes de les ciutats de la ciutadania romana, entre les quals més de vint ciutats hispanes; també va dotar de la ciutadania romana tota la Gàl·lia Transalpina. Aquests fets van preocupar l'aristocràcia romana.

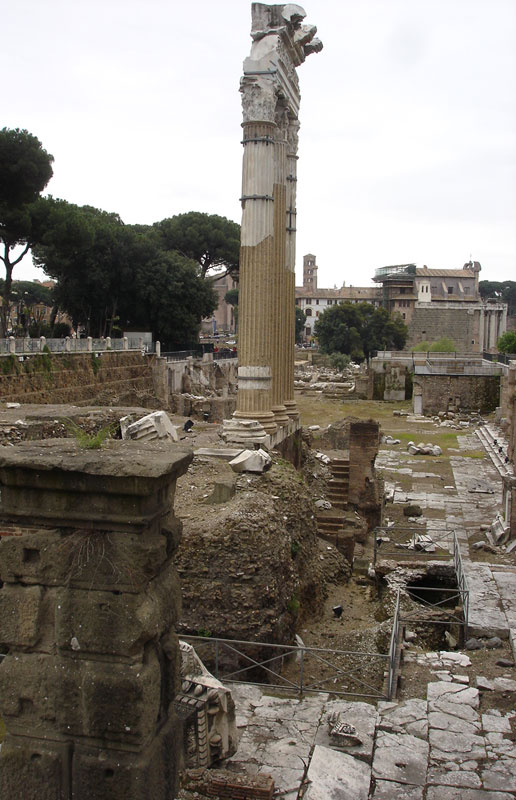
Restes del Fòrum de Cèsar (Roma).

A la seva tornada a Roma en va augmentar el nombre de senadors de 300 a 900, en una clara intenció de restar poder a la classe tradicional del Senat, els optimats. Entre els nous senadors també hi havia ciutadans de províncies, entre ells els espanyols Titio, Decidi Saxa o Luci Corneli Balb Menor, i fins i tot lliberts com Publi Ventidi Bas. Va reformar les magistratures augmentant el nombre de magistrats, passant de quatre edils a sis, de vuit pretors a setze, i de vint qüestors a quaranta.
Va emprendre nous plans d'assentament de ciutadans i creació de colònies a les noves províncies, amb nous assentaments de veterans i de més de 100.000 famílies dependents del subsidi de gra. Va repartir les terres públiques entre els més pobres, que perquè deixessin de ser una càrrega per la República, cosa que va iniciar el procés de romanització a Occident. La República va sofrir una liberalització econòmica reduint-se els impostos, i anul·lant les taxes aranzelàries. Va dictar noves lleis, com la lex coloniae Ivliae Genetivae, que dotava a totes les noves colònies d'una legislació similar a la de Roma, amb cambres representatives, i la lex Iulia repentundis, que separava els poders militars dels governadors de províncies.
Cèsar va crear un ambiciós projecte d'urbanisme públic, construint carreteres, aqüeductes, ports i noves ciutats, aixecades per acollir els nous colons. A Roma es va manar construir el Fòrum de Cèsar, i va planificar construir una biblioteca, un nou teatre esculpit a la roca del Capitoli, la construcció del temple més gran del món en el Camp de Mart i fins i tot havia decidit desviar el curs del sinuós riu Tíber, un obstacle per als seus plans d'urbanisme.
El calendari fins llavors vigent a Roma era un calendari solar de 365 dies, sense incloure un dia més cada quatre anys. Com que no tenia en compte els anys de traspàs, amb el curs dels segles s'havia produït un desfasament entre el calendari i les estacions. Durant la seva estada a Egipte, Cèsar va ordenar elaborar a l'astrònom egipci Sosígenes un nou calendari basat en el sistema solar, de 365 dies i intercalant un any de traspàs cada quatre anys. Aquest calendari, dit Calendari julià, va ser utilitzat a Occident fins a la creació del calendari gregorià el 1582, que anul·lava tres anys de traspàs cada quatre-cents anys. A les nacions Ortodoxes d'Europa de l'Est va ser utilitzat fins a començament del segle xx. A més, després de la mort de Cèsar, el mes del seu naixement va denominar-se juliol.

### Assassinat de Cèsar

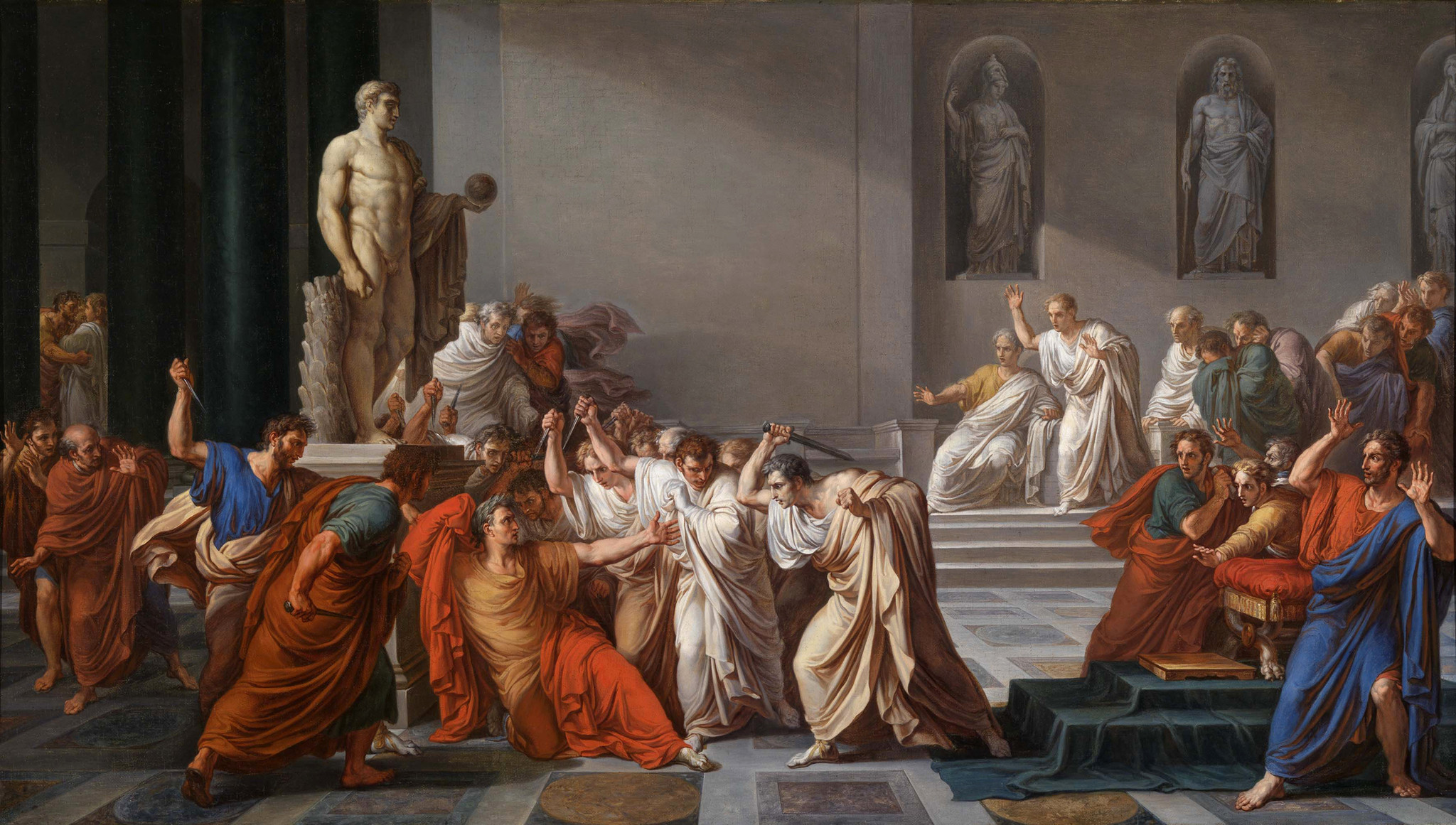
Mort de Juli Cèsar, obra de Vincenzo Camuccini, 1798

Després de la seva victòria, Cèsar va iniciar una sèrie de gests antirrepublicans. Solia caminar amb una toga púrpura igual com els llegendaris reis de Roma, es va fer construir un tron d'or en el senat, va criticar que es retirés una corona d'una de les seves estàtues i, durant una celebració al fòrum, Marc Antoni li va oferir una corona que Cèsar va rebutjar davant dels esbroncaments de la gent.
Les províncies estaven acostumades als reis, però Roma no. Tots aquests esdeveniments van engrandir la desconfiança sobre les seves intencions, i molts creien que pretenia acabar amb la República i proclamar-se rei. Finalment, Cèsar seria assassinat per una conspiració de senadors que al·legaven actuar en defensa de la República Romana.
| «            | Tu també, fill meu? | » |
| — Juli Cèsar |                     |   |

Cèsar va deixar la seva herència política al seu renebot Octavià, que junt amb Marc Antoni i Lèpid va lluitar contra els assassins de Cèsar en la denominada Tercera guerra civil romana. Ells tres formarien posteriorment el segon triumvirat, fins i tot la seva dissolució i l'inici de la Quarta guerra civil romana, i l'ascens d'Octavià, que per acumulació de càrrecs i magistratures, es convertiria en el príncep, anomenat August: el primer emperador dels romans.

### Repercussió històrica
La victòria cesariana va convertir la República Romana en una abstracció, iniciant la transició cap al règim imperial que eliminaria el poder del Senat i les votacions per elegir els magistrats. Exceptuant petites excepcions com la República de Venècia, fins a la revolució americana el món no coneixeria cap altra nació autogovernada per ciutadans.
Roma sempre ha estat interpretada i reinterpretada a partir de les perspectives de les diverses convulsions que ha sofert el món, però la segona guerra civil i el pas del Rubicó tenen una especial importància per la civilització occidental. Les constitucions anglesa, francesa i nord-americana es van inspirar conscientment en l'exemple de la República Romana.
| «               | Respecte a la rebel·lió contra la monarquia, una de les causes més comunes és l'haver llegit llibres sobre política i història dels antics grecs i romans. | » |
| — Thomas Honnes | |   |

Tanmateix, no tots els exemples seguits i les lliçons apreses de la República van donar lloc a estats lliures. Napoleó va passar de ser cònsol a emperador, i durant tot el segle xix l'adjectiu amb què s'identificava els règims bonapartistes era «cesaristes». El feixisme també es va inspirar en l'època de la segona guerra civil. El 1922, Benito Mussolini va propagar deliberadament el mite de la seva marxa heroica contra Roma, similar a la de Cèsar. I no va ser l'únic: 
| «              | La marxa de Cèsar sobre Roma va ser un dels punts d'inflexió de la història. | » |
| — Adolf Hitler |                                                                              |   |

## Forces militars
La força principal dels dos exèrcits enfrontats era la infanteria pesant; les legions republicanes tardanes, particularment van ser reclutades en gran part pels dos bans entre homes sense ciutadania romana. Cada facció va arribar a comptar amb més d'una dotzena de legions en el transcurs de la guerra, en composta cada una per prop de 3.500 homes.
Els auxiliars utilitzats van ser més nombrosos i més exòtics en els exèrcits pompeians, destacant en ells la utilització d'elefants de guerra, cavalleria pesant romana, capadocia i pòntica, cavalleria lleugera tràcia, gal·la, armènia i númida, junt amb contingents d'auxiliars d'infanteria lleugera, entre ells arquers, vèlits, foners, javaliners o llancers procedents de Macedònia, Beòcia, l'Àfrica, Síria, Hispània i Tràcia.

## Cronologia
- 52 aC
  - Gener
    - 18 Assassinat de Publi Clodi Pulcre.

  - Febrer
    - 25 Gneu Pompeu Magne és elegit cònsol únic de Roma.

  - Setembre
    - Juli Cèsar derrota a Vercingetòrix, a Alèsia.

- 49 aC
  - Gener
    - 1 El senat romà rep l'oferta de Juli Cèsar de deixar seus comandament simultàniament amb Pompeu. El senat imposa una data per a la qual Cèsar havia de lliurar el seu mando.
    - 10 Juli Cèsar creua amb el seu exèrcit el Rubicó, iniciant la guerra civil.

  - Febrer
    - 13 Setge de Corfínium.
    - 19 Rendició de Corfínium.
    - 20 La meitat de l'exèrcit pompeià es fa a la mar amb destinació a Epir, Cèsar busca la resta de l'exèrcit a prop de Brundísium.
    - Pompeu aconsegueix fer-se a la mar.

  - Març
    - 29 Cèsar entra en Roma.
    - Setge de Massília.

  - Juny
    - Cèsar arriba a Hispània.

  - Juliol
    - 30 Cèsar envolta l'exèrcit d'Afranius i de Petreius a Ilerda.

  - Agost
    - 2 Els pompeians es rendeixen finalment a Ilerda.
    - 24 El general cesarià Curió és derrotat a Àfrica del nord pel pompeià Publi Ati Var i el rei Juba I de Numidia.

  - Setembre
    - El cesarià Dècim Juni Brut Albí, derrota les forces navals de pompeianes a Marsella, mentre la forces navals cesarianas a l'Adriàtic van ser derrotades a prop de Curicta.
    - 6 Massília es rendeix a la tornada de Cèsar de Hispània.

  - Octubre
    - Cèsar és designat com dictador, exerceix el càrrec durant 11 dies.

- 48 aC
  - Gener
    - 4 Cèsar desembarca a prop de Dirràquium.

  - Juliol
    - 10 Batalla de Dirràquium.

  - Agost
    - 9 Batalla de Farsàlia.
      - Pompeu fuig a Egipte.
      - Assassinat de Pompeu.

    - Juli Cèsar és nomenat cònsol per un període de cinc anys.

  - Setembre
    - 28 Cèsar arriba a Alexandria.
    - Romanç entre Cèsar i Cleopatra.

  - Lluita a Alexandria, Egipte.

- 47 aC
  - Els conservadors reprenen la resistència a l'Àfrica.
  - Maig
    - Cèsar derrota a Fàrnaces II del Pont, rei del Bòspor en la Batalla de Zela.

  - Octubre
    - 28 Cèsar desembarca en Àfrica.

- 46 aC
  - Febrer
    - 6 Batalla de Tapsos.
    - Mort de Cató.
    - Mort de Metel Escipió.

  - Numídia és annexionada a la República.
  - Cèsar és nomenat dictador per 10 anys.
  - Pompeu i Tit Labiè, organitzen la resistència a Cèsar a Hispania.

- 45 aC
  - Gener
    - 1 El calendari julià entra en vigor.

  - Març
    - 7 Escaramussa en Solicaria.
    - 17 Batalla de Munda.
      - Mort de Tit Labiè.

    - Mort de Gneu Pompeu.

- 44 aC
  - Juli Cèsar és nomenat dictator vitalici.
  - Març
    - 15 Juli Cèsar és assassinat en els idus de març.

### Obres modernes
- Fuller, J. E. C.. Batallas decisivas del mundo occidental y su influencia en la historia.  Barcelona, Luis de Caralt, 1963.

- Guglielmo, Ferrero. Grandeza y decadencia de Roma.  Còrdova, Edicions Siglo Veinte, 1952.

- Holland, Tom. Rubicón. Auge y caída de la República Romana.

- Kinder y Hilgman. Atlas histórico mundial.  Madrid. Edicions Istmo, 1972.